# Johann III. (Bayern)

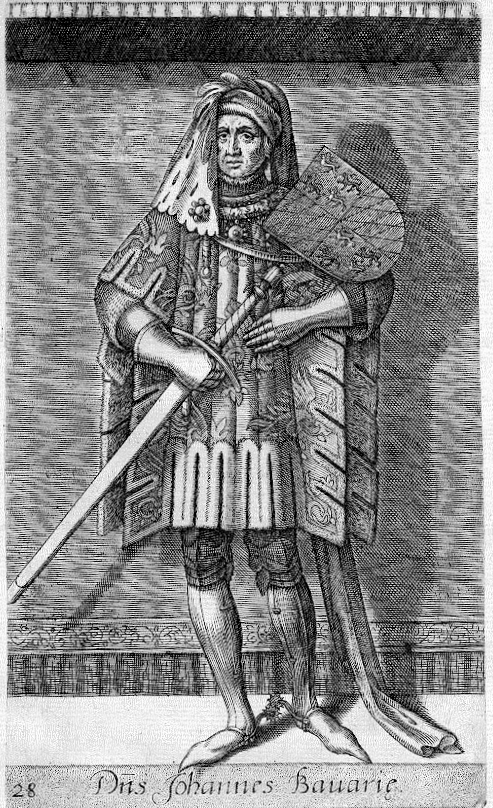
Johann III. (aus Michiel Vosmeer, Principes Hollandiae et Zelandiae, Antwerpen 1578)

Johann III. Ohnegnade (als Fürstelekt von Lüttich Johann VI.; * 1374 in Le Quesnoy; † 6. Januar 1425 in Den Haag), der dritte Sohn Herzog Albrechts I., war von 1390 bis 1418 Fürstelekt von Lüttich und von 1417 bis zu seinem Tod Herzog des wittelsbachischen Teilherzogtums Straubing-Holland. Johann war eine schillernde Persönlichkeit, die für ihren politischen Scharfblick ebenso gerühmt wurde wie für seinen Kunstsinn. Sein skrupelloses Vorgehen gegen seine Gegner in Lüttich brachte ihm den Beinamen „Ohnegnade“ ein.

## Zeitgeschichtlicher Hintergrund

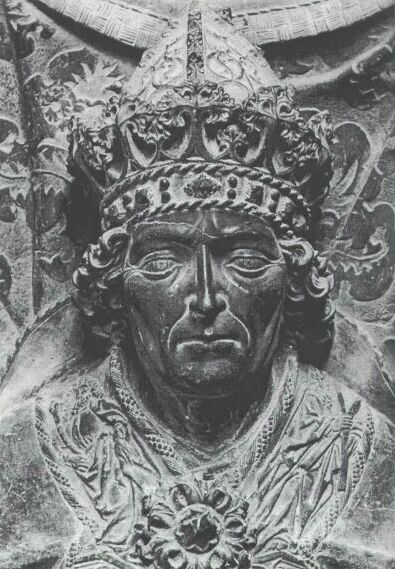
Johanns Großvater Ludwig IV. sicherte die niederländischen Grafschaften für das Haus Wittelsbach (Grabplatte in der Münchner Frauenkirche).

Mit Johanns Großvater Ludwig IV. hatten die Wittelsbacher 1314 erstmals den römisch-deutschen König gestellt. Nach dem Tod Ludwigs IV. 1347 wurde Bayern unter seinen sechs Söhnen aufgeteilt. Wilhelm I. und Albrecht I. erhielten 1353 im Regensburger Vertrag das Herzogtum Straubing-Holland. Dieses bestand aus dem Straubinger Ländchen im heutigen Niederbayern und den niederländischen Grafschaften Holland, Zeeland, Friesland und Hennegau, die über Ludwigs Ehefrau Margarethe von Holland in den Besitz der Wittelsbacher gekommen waren. Nachdem Wilhelm I. 1358 aufgrund einer Geisteskrankheit regierungsunfähig geworden war, übernahm sein Bruder bis zu seinem Tod 1404 die Verwaltung des gesamten Herzogtums.
Das Todesjahr Ludwigs IV., 1347, stellt einen Einschnitt in der Geschichte Europas dar. Eine Pestepidemie verbreitete sich auf dem ganzen Kontinent und ließ dessen Bevölkerung rapide schrumpfen. Der Bevölkerungsrückgang hielt über ein Jahrhundert lang an und kam erst über dreißig Jahre nach dem Tod Johanns zum Stillstand. Zu den verheerenden ökonomischen und demografischen Auswirkungen der Pest trat der 1337 ausgebrochene Hundertjährige Krieg zwischen England und Frankreich. Auch der Einfluss der Kirche, die sich 1378 im Avignonesischen Schisma für vier Jahrzehnte spaltete, ging zurück. Wegen dieser Entwicklung spricht man für die Zeit, in die Johann geboren wurde, auch von der Krise des Spätmittelalters.

## Leben

### Herkunft
Johann wurde 1374 als jüngster Sohn Herzog Albrechts I. und seiner Ehefrau Margarethe von Brieg auf Schloss Le Quesnoy im Hennegau geboren. Während sein Bruder Wilhelm II. als Nachfolger seines Vaters in den Niederlanden und sein Bruder Albrecht II. als Nachfolger im Straubinger Ländchen vorgesehen war, sollte Johann eine kirchliche Laufbahn einschlagen. Er war Kanoniker in Cambrai und 1389 Dompropst in Köln.

### Fürstelekt von Lüttich

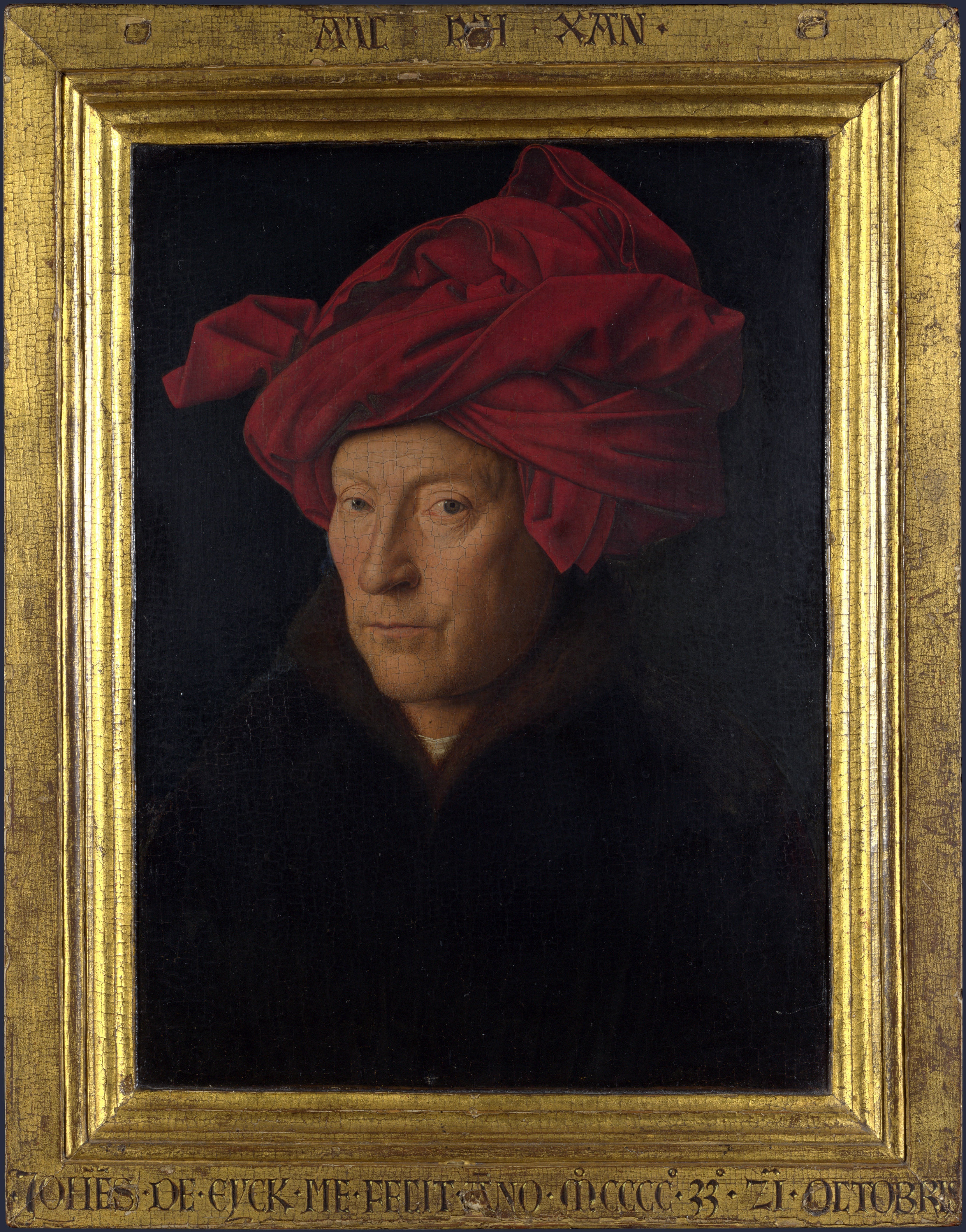
Johann förderte den Maler Jan van Eyck (hier ein Selbstporträt), der 1422 als Kammerdiener und Hofmaler in seine Dienste trat.

Am 14. November 1389 wurde der fünfzehnjährige Johann mit Unterstützung des römischen Papstes Bonifatius IX. zum Bischof von Lüttich gewählt. Als Fürstelekt lehnte Johann den Empfang der höheren Weihen, wohl in der Hoffnung auf eine weltliche Herrschaft, beharrlich ab.
Johann stieß mit seiner autoritären Politik in Lüttich schon bald auf den erbitterten Widerstand der Städte und des Adels, die schließlich einen Gegenbischof wählten. Seit 1395 mehrmals vertrieben, konnte Johann von Bayern seine Herrschaft mit Unterstützung Burgunds und seiner Verwandten Wilhelm II. und Ludwig VII. 1408 in der Schlacht von Othée wiederherstellen. Die anschließenden Konfiskationen und Hinrichtungen seiner Gegner brachten Johann den Beinamen Sans Pitié (Ohnegnade) ein. Erst der römisch-deutsche König Sigismund erreichte 1417 einen endgültigen Ausgleich zwischen Elekt und Bistum, in dem Johann Lüttichs alte Rechte anerkannte.
Obwohl er im Hennegau zur Welt gekommen war, ließ Johann den Kontakt zu Bayern nicht abreißen. Ende 1400 war Herzog Stephan III. von Bayern-Ingolstadt auf dem Rückweg aus Frankreich bei ihm zu Gast. Zu Beginn des darauffolgenden Jahres informierte er gemeinsam mit seinem Vater und seinem Bruder Wilhelm den neuen römisch-deutschen König Ruprecht, dass sich nach dem Tod des französischen Dauphins die Lage in Frankreich zu Ungunsten der Wittelsbacher verändern könnte. Am 20. Mai 1408 schloss er ein Bündnis mit Stephans Sohn Ludwig VII., dem er im Gegenzug für dessen Unterstützung gegen Lüttich Hilfe im Streit mit den Herzögen von Bayern-München zusicherte.

### Regent in Bayern

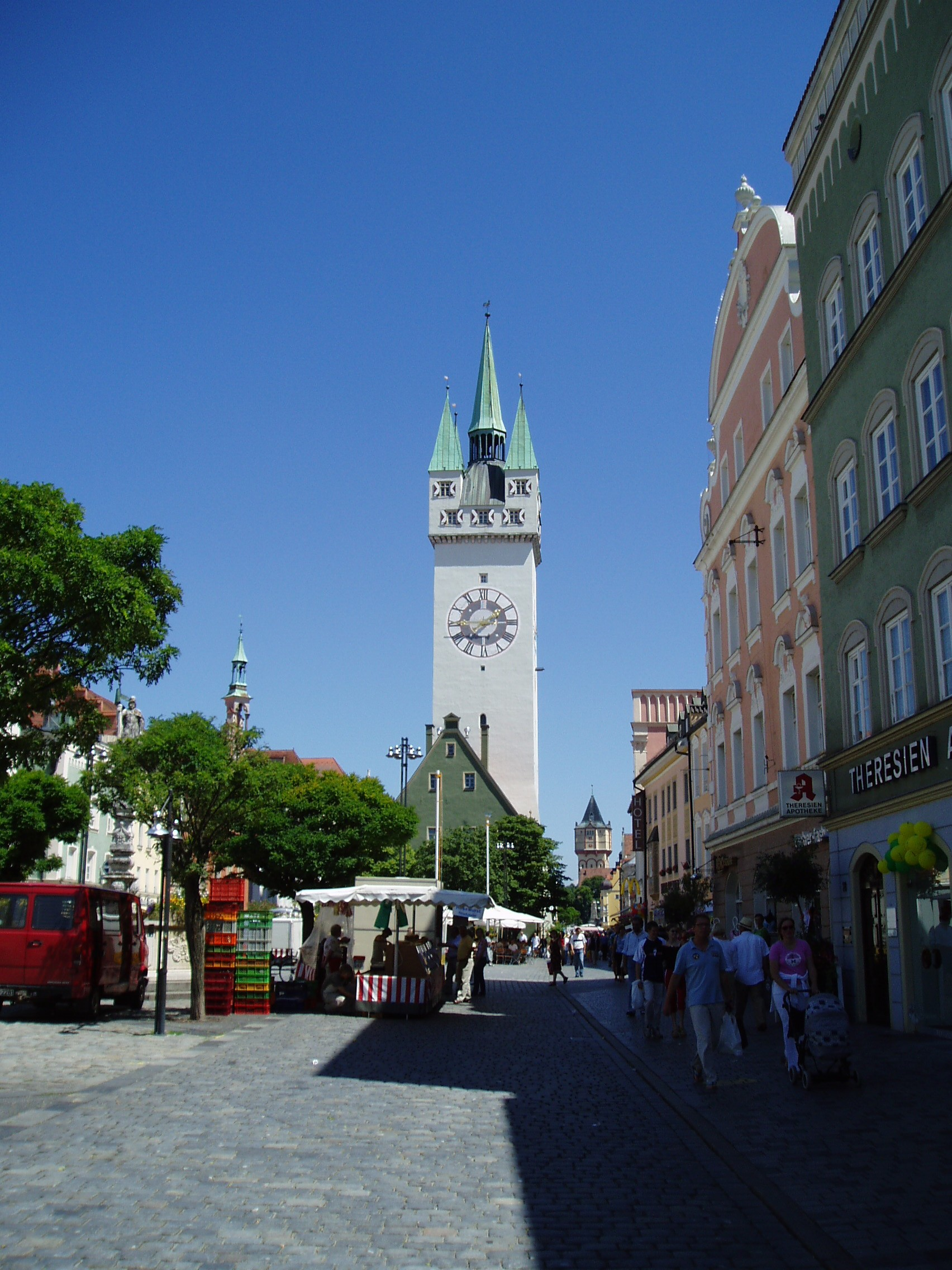
Der Stadtturm, das Wahrzeichen Straubings, wurde unter Johanns Regentschaft fertiggestellt.

Johann engagierte sich auch in der französischen Politik. 1405 begleitete er Johann Ohnefurcht von Burgund nach Paris, 1409 trat er der wittelsbachisch-burgundischen Allianz bei, die von Johann Ohnefurcht, Wilhelm II., Ludwig VII. und dessen Schwester Isabeau geschlossen worden war. Ebenfalls seit 1409 gehörte er einem Schiedsausschuss an, der im Streit zwischen Burgund und Straubing-Holland um das hennegauische Schloss Écaillon vermitteln sollte. Am 27. Dezember 1410 setzte ihn Ludwig VII. für die Zeit seines Aufenthalts in Frankreich als Regenten in Bayern-Ingolstadt und im Falle seines Todes als Landesverweser ein. 1413 lud ihn Johann von Burgund an seinen Hof ein, um ihn persönlich zur Unterstützung seiner Politik zu bewegen.
1397 wurde Johann als Nachfolger seines früh verstorbenen Bruders Albrecht II. Statthalter im Straubinger Ländchen. Er kam allerdings nur selten nach Bayern und hielt sich die meiste Zeit in Lüttich oder im niederländischen Teil des Herzogtums auf. Um die Regierungsgeschäfte in Straubing kümmerten sich derweil Pfleger und Viztume wie sein Schatzmeister Heinrich Nothaft, der von 1409 bis 1424 Viztum war. Auch wenn Johann nur selten das Straubinger Ländchen besuchte, so nahm er doch regen Anteil an dessen Entwicklung. Er förderte die Städte, ließ den Kastenhof in Dingolfing errichten und baute das Straubinger Herzogsschloss aus.
Insbesondere die Residenzstadt Straubing blühte unter Johanns Regentschaft auf. Die Pflasterung der Straßen war bereits 1376 unter seinem Vater eingeleitet worden, 1405 war erstmals von einer „stainen strass“ die Rede, der heutigen Steinergasse. Um 1400 wurde das Wahrzeichen der Stadt, der Stadtturm, fertiggestellt, der Bau der Jakobskirche und der Veitskirche schritt voran und die Karmelitenkirche ging ihrer Vollendung entgegen. Johann stiftete im Chor der Karmelitenkirche ein prächtiges Hochgrab für seinen Bruder Albrecht II., das als einziges Grabmal eines Herzogs von Straubing-Holland bis heute erhalten geblieben ist.

### Herzog von Straubing-Holland

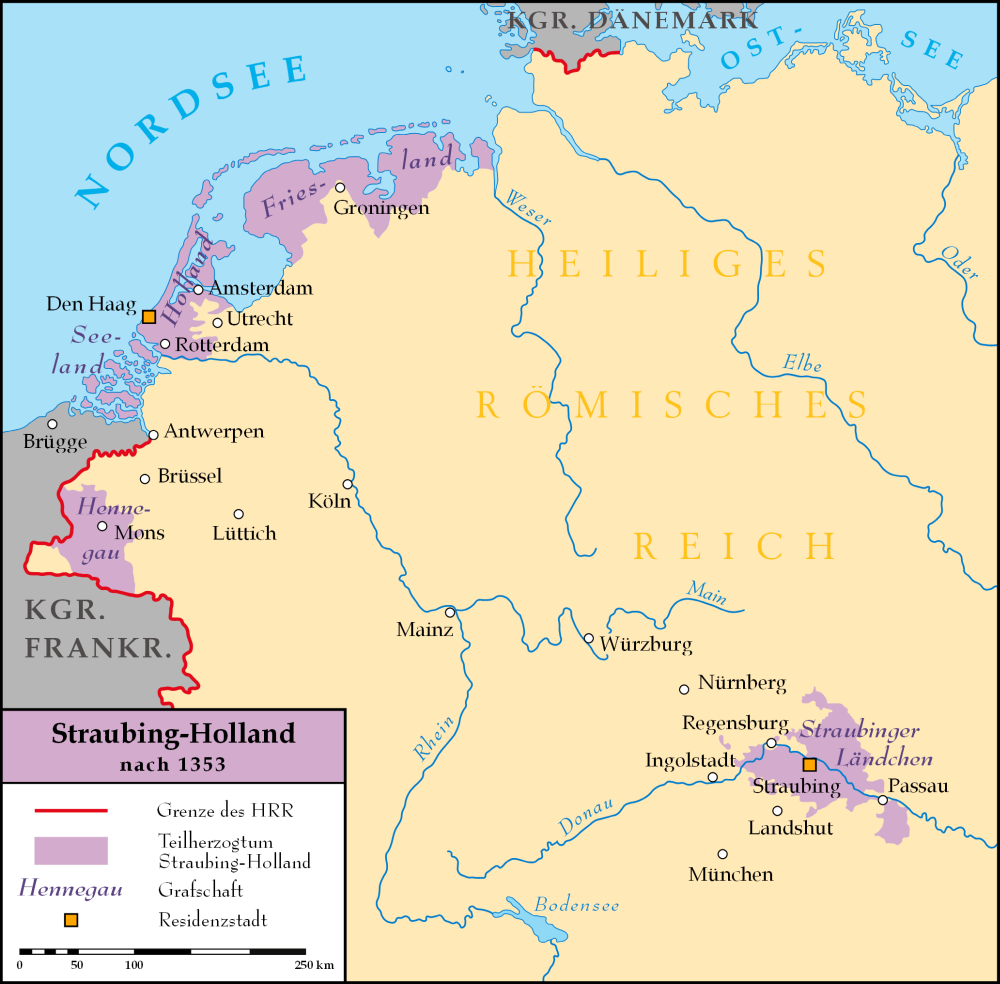
Das Herzogtum Straubing-Holland unter Johann III.

Nach dem Tod seines Bruders Wilhelm II. verzichtete Johann 1418 auf das Bistum Lüttich und ging gegen dessen Tochter und Erbin Jakobäa vor, die  ein Teil des niederländischen Adels als Nachfolgerin ihres Vaters anerkannt hatte. Jakobäa wurde von der Partei der altadeligen Hoeken unterstützt, während die städtische Partei der Kabeljauwen auf Johanns Seite stand. Beide Parteien bekriegten sich schon seit Jahrzehnten im Haken-und-Kabeljau-Krieg. Anders als das Frauenlehen Hennegau sah das bayerische Erbrecht keine weibliche Nachfolge vor, so dass Johann in Straubing, das er bereits verwaltete, seinem Bruder unmittelbar nachfolgte. Jakobäa wollte ihren Onkel auf Anraten ihrer Mutter Margarethe zunächst zum Hüter und Verteidiger des Landes Hennegau ernennen, weckte damit aber erst recht seinen Ehrgeiz. Der römisch-deutsche König Sigismund, der sich bereits 1416 gegen Jakobäa ausgesprochen hatte, unterstützte von Anfang an Johann und belehnte ihn mit allen Grafschaften seines verstorbenen Bruders, insbesondere Holland, Seeland und Friesland. Zudem gab er ihm seine Nichte Elisabeth von Görlitz zur Frau. Elisabeth war Herzogin von Luxemburg und Witwe Antons von Brabant, der 1415 in der Schlacht von Azincourt gefallen war.
Auch Jakobäa heiratete erneut. Ihr Vater soll Johann IV. von Brabant, einen Stiefsohn Elisabeths von Görlitz und als Nachfolger seines Vaters Anton Herzog von Brabant, als zweiten Ehemann für seine Tochter ausgesucht haben. Allerdings geht die neuere Forschung davon aus, dass die Entscheidung für den Spross des Brabanter Herzogtums erst unter der Federführung ihrer Mutter Margarethe sowie ihres Onkels Johann von Burgund aufkam. Johann von Burgund sprach sich jedenfalls für diese Ehe aus, die den Bestand des Herzogtums auch dann sichern sollte, falls sich die Stände gegen die weibliche Erbfolge aussprachen. Am 31. Juli, zwei Monate nach Wilhelms Tod, fand die Verlobung statt. Die im März 1418 in Den Haag geschlossene Ehe mit Johann von Brabant erwies sich allerdings bald als Fehlschlag. Die enge Verwandtschaft der beiden Eheleute machte einen päpstlichen Dispens erforderlich, der im Dezember 1417 gewährt, aber bereits im Januar 1418 widerrufen wurde, da Jakobäas Gegner, darunter König Sigismund, sich auf dem Konzil von Konstanz dagegen aussprachen. Hinzu kam, dass der junge Herzog Johann von Brabant, der zudem mit erheblichen Geldsorgen zu kämpfen hatte, seinem älteren Namensvetter keinesfalls gewachsen war.
Johann III., der sich der Unterstützung Sigismunds und der Kabeljauwen sicher sein konnte, da der Luxemburger König eine Ausdehnung burgundisch-französischen Einflusses fürchtete, griff zu den Waffen. Noch vor Ende des Jahres 1417 trafen die Truppen von Onkel und Nichte in der Schlacht bei Gorkum aufeinander. Jakobäa blieb zunächst siegreich, musste aber den Abfall der wichtigen Handelsstadt Dordrecht verkraften. Zudem stand ihre Ehe seit der von ihrem Onkel initiierten königlichen Intervention in Konstanz auf tönernen Füßen. Die Ehe konnte zwar dank der Unterstützung der hennegauischen Stände, die sich am 11. Mai explizit gegen die Ansprüche Johanns III. aussprachen, trotz des fehlenden Dispenses geschlossen werden, Jakobäas Bedenken wurden aber immer größer. Ihr Ehemann leistete am 29. Mai 1418 gegen den ausdrücklichen Wunsch König Sigismunds im hennegauischen Mons den Herrschereid. Johann von Brabant nutzte die ihm seitdem zustehenden Rechte dazu, sich finanziell zu sanieren, statt seine Gattin gegen Onkel und König zu unterstützen. Jakobäa musste 1419 den von ihrem Vetter Philipps dem Guten, dem späteren Herzog von Burgund, vermittelten Ausgleich von Workum akzeptieren, der Dordrecht, Gorkum und Rotterdam mit den zugehörigen Herrschaften ihrem Gegner zusprach. Johann III. musste im Gegenzug lediglich die Rechtmäßigkeit der Ehe zwischen Jakobäa und Johann von Brabant anerkennen und durch die Rückgabe von Briefen an Papst und König formal auf seine Ansprüche verzichten. Diese Entscheidung wurde ihm durch eine hohe finanzielle Entschädigung sowie den Titel "Sohn von Holland, Hennegau und Seeland" erleichtert. Ferner wurde er für fünf Jahre an der Regierung der von Jakobäa und Johann von Brabant beherrschten Gebiete beteiligt. Seine militärischen Drohgebärden und die Intervention beim Papst hatten sich bezahlt gemacht. Im Mai 1419 widerrief Papst Martin V. den Widerruf des Dispenses.
Johann III. ging zielstrebig vor und konnte schließlich die niederländischen Grafschaften in Besitz nehmen. Auf die Vermittlung Philipps des Guten von Burgund, des Sohnes seiner Schwester Margarete, hatte Johann III. die Herrschaft zunächst mit Johann von Brabant, dem Gemahl Jakobäas, teilen müssen, dieser zog sich jedoch bald zurück. Jakobäas hoch verschuldeter Gatte verpfändete am 21. April 1420 im Vertrag von St. Martinsdyk gegen ihren Willen Johann III. für zwölf Jahre seinen Anteil an der Regierung des Herzogtums. Dass ihr Onkel dafür auf die Rückzahlung der Schulden und die Grafschaft Hennegau verzichtete, war nur ein schwacher Trost für Jakobäa, deren Gatte den Onkel als Erben eingesetzt hatte und ihre holländischen, seeländischen und friesländischen Untertanen von ihrem Treueeid entbunden hatte. Johann von Brabant hatte bis auf Hennegau alle Besitzungen seiner Ehefrau hergegeben, um seine finanzielle Situation zu verbessern. Jakobäa strebte daher eine Trennung an. Sie erklärte im Februar 1421 ihre Ehe mit Johann von Brabant für ungültig und floh am 6. März nach England, nachdem sie mit Leiden ihre letzte Stadt verloren hatte und ihr Onkel erfolgreich die Hoeken bekriegt hatte.
Johann III. hatte sich in den Grafschaften durchgesetzt und entfaltete in Den Haag ein reiches höfisches Leben. Mit der Ausmalung seiner Residenz beauftragte er 1422 den Maler Jan van Eyck. Durch seine Ehe mit Elisabeth von Görlitz beherrschte Johann mittlerweile auch das Herzogtum Luxemburg. Da er aber weiterhin kinderlos war, schloss er 1424 einen Erbvertrag mit seinem Neffen Philipp von Burgund. In die Herrschaft Johanns fiel 1421 eine Naturkatastrophe mit Tausenden von Toten und fast 70 versunkenen Dörfern, die sogenannte Elisabethenflut.
Obwohl von den Ereignissen in den Niederlanden stark in Anspruch genommen, vernachlässigte Johann das Straubinger Ländchen nicht. Im Bayerischen Krieg ab 1420 blieb Johann neutral. Bayern-Straubing litt aber seit 1420 immer wieder unter den Hussitenkriegen. Johann musste sich Geld von seinem Viztum leihen. Er verkaufte 1421 Hilgartsberg und Hofkirchen für 10.193 Gulden und verpfändete 1423 die Herrschaft Wörth für 10.700 Gulden an Heinrich Nothaft. Es kam dem Herzog deshalb nicht ungelegen, dass sich 1424 die Straubinger Landstände bei ihm über den Viztum beschwerten. Johann machte sich die Vorwürfe der Landstände zu eigen und setzte Nothaft ab.

### Tod und Nachfolge
Nachdem Johann am 6. Januar 1425 wohl an den Folgen eines Vergiftungsversuchs gestorben war (sein Hofmarschall Jan van Vliet hatte angeblich die Seiten des herzoglichen Gebetbuches mit Gift bestrichen und war noch 1424 dafür hingerichtet worden), zerfiel das Herzogtum Straubing-Holland, da aus seiner Ehe mit Elisabeth keine Kinder hervorgegangen waren. Nach der Ermordung Johanns erhielt Elisabeth ihr Witwengut in Holland. Sie blieb Herzogin von Luxemburg und behielt die Vogtei über das Elsass. Da sie hoch verschuldet war, verkaufte  Elisabeth ihr Witwengut in Holland am 14. März 1427 an den burgundischen Herzog Philipp den Guten.
Jakobäa und ihr neuer Ehemann Humphrey von Gloucester waren Ende 1424 mit englischen Truppen in den Hennegau zurückgekehrt, wo die Stände Humphrey am 5. Dezember 1424 huldigten. Die niederländischen Gebiete fielen im Haager Vertrag 1433, wie im Erbvertrag zwischen Johann und Burgund bereits 1424 vereinbart, an Johanns Neffen Philipp von Burgund, der sich bald gegen die aus England heimgekehrte Jakobäa durchgesetzt hatte. Als Johanns Witwe Elisabeth ihre Rechte an Luxemburg Anfang 1442 an Philipp den Guten verkaufte (der sich das Gebiet im Jahr darauf sicherte), beherrschte Burgund die Territorialpolitik im Norden vollständig.
Das Straubinger Ländchen wurde nach langem Ringen 1429 im Preßburger Schiedsspruch unter den anderen wittelsbachischen Teilherzogtümern Bayern-München, Bayern-Ingolstadt und Bayern-Landshut aufgeteilt.

## Rezeption
Johann ist, außer im Rahmen allgemeiner Darstellungen zur wittelsbachischen oder niederländischen Geschichte, nur selten in den Blickpunkt der Forschung geraten. Das Standardwerk zu seinem Leben und Wirken ist immer noch die 1913 zuerst erschienene Biografie von Friedrich Schneider. Auch in der Literatur wurde er, anders als seine Nichte und Gegenspielerin Jakobäa, kaum rezipiert. 2015 wurden zwei Straßen in einem Neubaugebiet im Westen der Stadt Straubing nach Johann und Jakobäa von Straubing-Holland benannt. Johanns 600. Todestages 2025 stieß weder in Bayern noch in den Niederlanden auf besonderes Interesse.

## Quellen

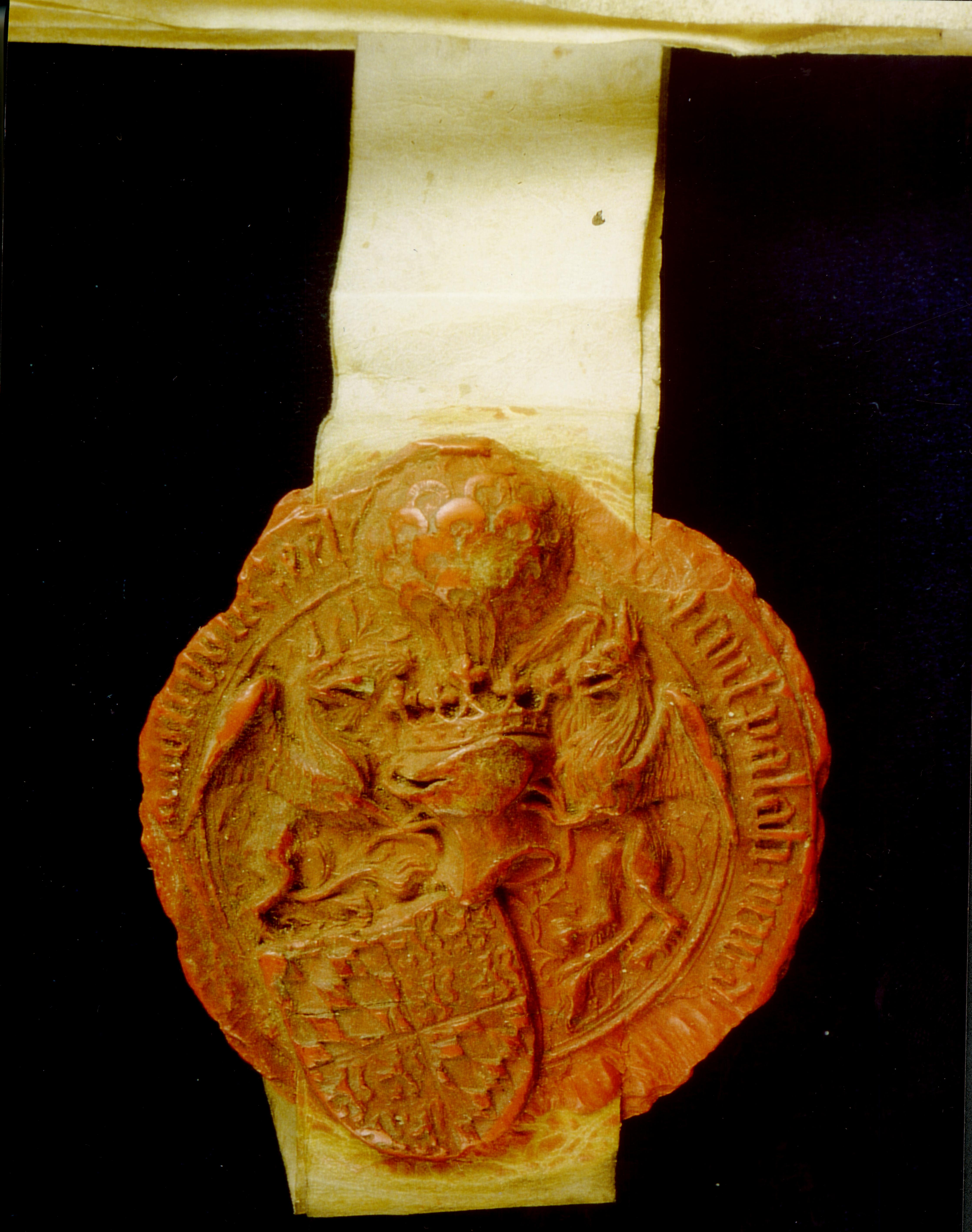
Siegel Johanns III. (1422)